# Aundrea Fimbres
Aundrea Fimbres (Upland, 29 giugno 1983) è una cantante e ballerina statunitense, membro del gruppo delle Danity Kane, fino all'ottobre del 2008 sotto contratto con la Bad Boy Records di Diddy. Nel 2013 Fimbres partecipa alla riunione delle Danity Kane, dal quale esce definitivamente nel 2014 a seguito dell'annuncio della sua prima gravidanza.

## Biografia
Aundrea Fimbres è nata a Upland in California, da genitori di origine messicana. Frequentò la Upland High School e la Claremont High School. Iniziò a cantare quando era molto piccola e durante il periodo scolastico fece parte del gruppo Intrigue. Prima di partecipare alle audizioni del reality show Making the Band 3 terminò gli studi per diventare maestra d'asilo.

## Carriera

### 2004 - 2009:Making the Band 3e le Danity Kane
Nel 2004 la Fimbres partecipò alle selezioni del reality show Making the Band 3, dove incontrò Aubrey O'Day, altro futuro membro delle Danity Kane.
La Fimbres fu scelta insieme a Shannon Bex, Aubrey O'Day, Dawn Richard, e Wanita "D. Woods" Woodgette a far parte del gruppo delle Danity Kane. Il loro album di debutto pubblicato il 22 agosto 2006 negli Stati Uniti d'America ha venduto più di 90 000 copie nel primo giorno di uscita, e più di 234.000 nella prima settimana di uscita. E alla fine debuttò al numero uno della Billboard 200 degli Stati Uniti, battendo Christina Aguilera e gli OutKast. Inoltre, tra il febbraio 2007 e il maggio 2007, le Danity Kane parteciparono, insieme con le Pussycat Dolls, come band di apertura al Back to Basics Tour di Christina Aguilera.
Le Danity Kane parteciparono alla seconda stagione di Making the Band 4, trasmesso a partire dal 28 gennaio 2008 su MTV, dove la band insieme a Donnie Klang e ai Day26 registrarono i loro album. Il primo singolo del nuovo album del gruppo, Damaged, è stato nominato agli MTV Video Music Awards come "Best Pop Video" e come "Best Dancing in a Video" ma furono battute rispettivamente da Piece of Me di Britney Spears and When I Grow Up delle the Pussycat Dolls. Welcome to the Dollhouse fu pubblicato il 18 marzo 2008 debuttando alla posizione numero 1 della Billboard 200. L'album ha ricevuto la certificazione d'oro dalla RIAA nell'aprile 2008.
Durante l'episodio del 7 ottobre 2008 del reality show, la O'Day e la Richard informarono Combs che il gruppo non era più unito come prima, che quando eravano ad un evento erano tutte insieme, sorrideva ma poi una volta finito ognuna andava per la sua strada. Durante la puntata dello show, andata in onda il 14 ottobre 2008, fu confermato che la O'Day e D.Woods non facevano più parte del gruppo. Durante l'ultima puntata Combs dichiarò di aver mandato via D. Woods in quanto non era più felice come all'inizio e che in futuro avrebbe voluto lavorare con lei di nuovo. Invece per quanto riguarda la O'Day disse che la fama l'aveva cambiata e che non era più la persona di prima.

### 2009 - 2012: la carriera da solista e altri progetti
Nel giugno 2010 trapelò su internet un inedito della Fimbres intitolato Brush You Off. Nell'agosto dello stesso anno, la cantante dichiarò di aver collaborato con l'ex membro delle Danity Kane, Aubrey O'Day, a una canzone intitolata Ego Trip che avrebbe fatto parte dell'album di debutto della O'Day. Sempre nel 2010, la Fimbres partecipò alla tournée del gruppo Soto.
Nel 2012 la Fimbres compariva tra i nomi dei produttori del programma Entertainment's Next Big Thing Talent Show. Ha collaborato insieme al rapper Baby Bash alla canzone Cyclone. Inoltre è apparsa nel musical Oz: The Musical nella parte di Dorothy.
Nel 2011 è apparsa nel reality show di Aubrey O'Day, chiamato All About Aubrey dove si vede le due ragazze registrare la canzone Ego Trip che avrebbe fatto parte dell'album di debutto della O'Day.

### 2012 - 2013: la riunione delle Danity Kane
Nel maggio 2013 Shannon Bex, Aundrea Fimbres, Aubrey O'Day e Dawn Richard iniziarono a parlare di una possibile reunion e da allora vennero pubblicate foto del gruppo in studio di registrazione. Il quinto membro della band Wanita "D. Wood" non prenderà parte alla reunion.
Durante il pre-show degli MTV Video Music Awards 2013, il 25 agosto 2013, i quattro membri rimanenti del gruppo hanno annunciato la riunione e che il nuovo singolo, chiamato Rage, uscirà presto. Inoltre hanno dichiarato che il singolo è stato prodotto da The Stereotypes, gli stessi prodotti del singolo Damaged.
Il 21 settembre la band fa la sua prima esibizione dopo oltre cinque anni al iHeartRadio Music Festival's Village a Las Vegas, cantando una versione a cappella di Damaged. Inoltre confermano che stanno lavorando insieme a James Fauntleroy, Dem Jointz, Rodney "Darkchild" Jerkins, Timbaland, Da Internz e The Stereotypes al loro nuovo album che sarà pubblicato tra la fine del 2013 e l'inizio del 2014.

### 2014: il #NOFilter Tour, la gravidanza e l'uscita dalle Danity Kane
Il 25 marzo 2014 le Danity Kane annunciano tramite un video messaggio pubblicato tramite YouTube le date del loro nuovo tour americano, il #NOFilter Tour, successivamente la notizia venne data anche tramite il loro sito e il loro account Twitter .
Il 16 maggio 2014, durante la prima data del nuovo tour della band, il #NOFilter Tour, tenutosi a San Francisco Aundrea ha annunciato di essere in attesa del suo primo figlio e che non avrebbe continuato a far parte del gruppo. La band andrà avanti d'ora in poi come un trio

## Discografia
- 2006 - Danity Kane
- 2008 - Welcome to the Dollhouse